# Gerhard Falk
Gerhard Falk (* 15. Juni 1922 in Berlin; † 13. September 1978 in Kampen auf Sylt) war ein deutscher Kartograf und Gründer des Falk-Verlages.

## Leben
Falk absolvierte nach der Mittleren Reife ab 1938 die kartentechnische Fachschule des Reichsamtes für Landesaufnahme in Berlin. Ab 1939 studierte er in der Fachklasse Kartographie der Höheren Graphischen Fachschule der Reichshauptstadt Berlin und schloss nach vier Semestern als „staatlich geprüfter Kartograph“ ab. Nach der Prüfung wurde er zum Reichsarbeitsdienst und 1942 zur Wehrmacht eingezogen. Ab Juni 1942 war er Kartograph bei den Kriegskarten- und Vermessungsämtern Riga, Stalino und Kiew. Nach einem Lazarettaufenthalt wurde er zu einer Kartenabteilung an der Westfront versetzt. Das Kriegsende erlebte er in Thüringen. Er schlug sich ohne Internierung oder Kriegsgefangenschaft nach Hamburg durch.
Gerhard Falk war Vater von drei Kindern: Karin (aus erster Ehe), Alexander und Janina (aus zweiter Ehe).
Er starb an einem Herzinfarkt beim Strandsegeln in Kampen auf Sylt.

## Falk Stadtpläne
Die Legende besagt, dass Gerhard Falk versuchte, sich im vom Krieg zerstörten Hamburg zurechtzufinden und sich dabei über einen unhandlichen Stadtplan der Großstadt ärgerte. Dabei kamen ihm zwei Ideen, die zu einem völlig neuartigen Produkt führten:
1. Die parabolische Projektion (sog. Hyperboloid-Projektion) erlaubt es, innerhalb des Stadtplans gleitend den Maßstab zu ändern. Die im Zentrum liegende Innenstadt mit ihren engen Straßen wird hierbei größer dargestellt als die Randbezirke. In der Nachkriegszeit war es äußerst schwierig, Papier zum Bedrucken zu organisieren. Diese Projektion half, Papier zu sparen, da dadurch ein kleineres Format bedruckt werden musste.
2. Eine für Falk 1948 patentierte Falttechnik erlaubt es dem Benutzer, sich in dem Plan zurechtzufinden, ohne diesen komplett zu entfalten.[2] Obwohl der Plan immer noch auf einem einzigen Blatt gedruckt ist, kann man damit – fast wie in einem Buch – in alle Richtungen blättern.